# Ines Abassi
Ines Abassi (arabe : إيناس العباسي), née le 1er février 1982, est une poétesse écrivant en arabe et journaliste tunisienne. C’est également une auteure de littérature d'enfance et de jeunesse et une traductrice.

## Biographie
Née le 1er février 1982, Ines Abassi publie dans les années 2000 et 2010 plusieurs volumes de poésie, qui sont primés, ainsi qu’un roman, prix spécial du jury du Comar d'or 2018,. Elle séjourne également pendant six mois à Séoul, dans le cadre d'un programme d'échange culturel entre la Corée du Sud et le reste du monde, et écrit Tales of the Korean Scheherezade à partir de cette expérience,.
Certaines de ses œuvres sont publiées dans des revues et magazines, dont le magazine littéraire Banipal, qui inclut quelques-uns de ses poèmes dans un numéro consacré à la littérature tunisienne moderne, le numéro 39 paru en 2010, mais aussi dans le journal Al-Arab (en) à Londres et le journal Al-Sahafa en Tunisie, via l'agence Watan News (en) en Jordanie, dans le magazine Akhbar Al-Adab en Égypte, le magazine Écrits contemporains (كتابات معاصرة) au Liban, le magazine Une Vie culturelle (الحياة الثقافية) en Tunisie, etc.
Comme traductrice, elle traduit notamment du français à l'arabe une œuvre de Kim Thúy, Ru, en 2016, et de  José Mauro de Vasconcelos, Mon bel oranger, en 2017. Elle traduit également de l'anglais à l'arabe une œuvre d'Angela Marsons (en), Silent Scream, en 2017.
Elle travaille comme journaliste aux Émirats arabes unis.

## Publications pour adultes (sélection)
- 2004 : أسرار الريح [Les Secrets du vent], recueil de poésie, lauréat du prix de poésie tunisienne ;
- 2007 : أرشيف الأعمى, recueil de poésie, lauréat du prix du Centre de recherches, d'études, de documentation et d'information sur la femme ;
- 2010 : حكايات شهرزاد الكورية [Tales of the Korean Scheherezade, Contes de la Shéhérazade coréenne], recueil de nouvelles ;
- 2018 : منزل بورقيبة [La Maison Bourguiba], publié aux éditions Dar Saqi, roman, lauréat du Comar d'or.

## Publications pour enfants (sélection)
- 2016 : شعري جميل دار [My Beautiful Hair], illustrations de Sabah Kala ;
- 2017 : Adult Shoes, publié chez Kalimat Publishing and Distribution.